# Cerendžavyn Enchdžargal
Cerendžavyn Enchdžargal (mongolsky Цэрэнжавын Энхжаргал; * 26. října 1984) je mongolský fotbalový obránce a reprezentant, který v současnosti působí v mongolském klubu Erčim Ulánbátar.

## Reprezentační kariéra
V A-mužstvu Mongolska debutoval v roce 2000.